# Christa Bertag
Christa Bertag geborene Christa Blank (* 16. Dezember 1942 in Jecha (Sondershausen)) ist eine deutsche Managerin. Sie war von 1985 bis 1990 Generaldirektorin des VEB Kosmetik-Kombinat Berlin und später Geschäftsführerin der daraus hervorgegangenen Berlin Kosmetik GmbH. Sie war eine von vier Frauen in der Position eines Generaldirektors in der DDR.

## Leben
Christa Bertag, Tochter einer Arbeiterin und eines Porzellandrehers, legte 1961 das Abitur an der Arbeiter-und-Bauern-Fakultät der Universität Halle ab und arbeitete dann bis 1962 als Chemiefacharbeiterin im VEB Chemiekombinat Bitterfeld. Anschließend nahm sie ein Studium an der Technischen Hochschule für Chemie Leuna-Merseburg auf, welches sie 1967 als Diplom-Chemikerin abschloss. 1957 war sie in die FDJ und 1965 in die SED eingetreten.
Von 1967 bis 1969 arbeitete Bertag als Chemikerin, dann bis 1973 als Sektorenleiterin und 1973/74 als Leiterin der Konsumgüterproduktion in den Leunawerken. Von 1971 bis 1974 war sie Mitglied der FDJ-Bezirksleitung Halle (Saale). Von 1974 bis 1977 studierte Bertag an der Parteihochschule Karl Marx der SED und schloss als Diplom-Gesellschaftswissenschaftlerin ab. Von 1977 bis 1985 war sie politische Mitarbeiterin in der Abteilung Grundstoffindustrie des Zentralkomitees (ZK) der SED.
1985 wurde Bertag Generaldirektorin des VEB Kosmetik-Kombinat Berlin. Nach der Deutschen Einheit wurde das Unternehmen durch die Treuhandanstalt übernommen. Bertag blieb als Geschäftsführerin im Unternehmen und war nach der Übernahme durch die amerikanischen Investoren Agriculture and Industrial Trading Inc. (AIT) sowie Agrinde Overseas Inc. als Chief Operating Officer tätig. Später arbeitete sie als Unternehmensberaterin.